# شهرستان وارن (آیووا)
شهرستان وارن، آیووا (به انگلیسی: Warren County, Iowa) شهرستانی در ایالات متحده آمریکا است که در آیووا واقع شده‌است.